# AIRJAM
AIRJAM（エアジャム）は、Date fmで月曜から金曜午後に放送されていたラジオ番組。2007年（平成19年）10月以降は、AIRJAM Friday（エアジャム フライデー）のみが放送中。

## 概要
- 2002年（平成14年）4月、それまでオンエアされていた「MOVE ON DATE ×××」（13:00 - 16:00）、「Super Freaks」（17:00 - 19:55）を統合する形でスタート。開始当時は、「全国有数の長時間ワイドプログラム」をうたっていた。
- 2005年4月より、金曜日は独立した番組「AIRJAM Friday」に。（本稿では、併せて扱う。）
- スタジオはDate fm本社（仙台市青葉区本町）の第3スタジオ（通称：銀杏坂スタジオ）
- 2007年4月より、木曜日放送分の一部BGMが変更になった。
- 5年と半年という長い間、Date fmの午後の看板番組として放送されてきたが、9月27日をもって月曜 - 木曜の放送と後述のAIRJAM Nightが終了。後番組は「J-SIDE STATION」。
- 2011年3月11日 14:46に発生した東日本大震災のためこの日の放送を打ち切り、以降の内容を特別番組に変更した。

## 放送時間
- 放送開始 - 2005年3月：平日 13:00 - 18:30
- 2005年4月 - 2007年9月：月曜 - 木曜 13:30 - 16:25、金曜：13:30 - 18:30
- 2007年10月 - 2011年12月：毎週金曜 13:00 - 18:55
- 2012年1月 - 現在：毎週金曜 13:30 - 18:30
  - 月曜 - 金曜 13:00 - 13:30は「デイリーフライヤー」（JFN）がネットされている。
  - 2005年3月まで、16:00 - 16:30にはSOUND PALALAX（放送開始 - 2002年9月）→AER RADIO（2002年10月 - 2005年3月）が挿入されていた。

## DJ

### 現在
- 本間秋彦
  - 放送開始 - 2007年9月は木曜も担当していた。
- 佐藤友紀乃（2019年4月5日 - ）

### 過去
- 井上崇 - 月曜担当
- ささき恵一 - 火曜・水曜担当
- さとう千日 - 金曜担当

以下は金曜のみの2007年9月以降の担当
- 名護ひと美 - 金曜担当（2009年4月 - 2015年3月）
  - なお、ささきは「Super Freaks」、本間とさとう千日は「MOVE ON DATE ×××」を担当していた。井上は両方とも担当したことがある。
- 阿部未来（2015年4月 - 2019年3月29日）

## コーナー
2024年10月現在 
AIR JAM Fridayホームページ「人気コーナー」、Date fmタイムテーブルから参照
（13時台）
- 13:30　オープニング
- 13:40　デリラジ中継
- 13:55　Date fm News&Weather

（14時台）
- 14:15　Traffic Information[3]
- 14:25　JAM STAGE #1
  - ゲストがいる場合はこの時間に出演する[4]。
- 14:50　JFNラジオショッピング
- 14:55　IMP.のIMPickup（JFNフルネット）

（15時台）
- 15:05　JAM STAGE #2　ドライブイン銀杏坂
  - 営業車やトラックなど、乗り物を使って仕事をしている人からのメッセージを受け付ける。提供読みを除き、本間一人で進行。
- 15:25　Traffic Information[3]
- 15:30　Weather Information
- 15:35　Datefm MEGA PLAY
- 15:40　デリラジ中継
- 15:55　Datefm NEWS

（16時台）
- 16:01　JAM STAGE #3　クラフトマンズステージ
  - ノンストップ音楽ゾーン。
- 16:25　大町へそのを「魂の一品」
- 16:35　Datefm MEGA PLAY
- 16:55   Date fm Information

（17時台）
- 17:00　Traffic Information[3]
- 17:05　Datefm MEGA PLAY
- 17:15　Weather Information
- 17:30　Traffic Information
- 17:35　JAM STAGE #4　スポーツてんこもり（スポてん）
- 17:55　HIBIKI RADIO

（18時台）
- 18:00    ドライブイン銀杏坂　トワイライトストーリー
- 18:05　JAM STAGE #5
- 18:20　Traffic Information[3]
- 18:24　エンディング

月～木の放送終了時のタイムテーブル　特に記述の無いものについては、全曜日共通。
（13時台）
- 13:00（金）、13:30（月～木）　オープニング
- 13:55　Datefm News&Weather

（14時台）
- 14:10　Datefm Traffic
- 14:25　JAM STAGE #1
- 14:50　FMラジオショッピング
- 14:55　House of Essnce（JFNネット）

（15時台）
- 15:00　JAM STAGE #2
  - 月…MONDAY ROCK（マンロク）
  - 火…AIRJAM Tuesday Original Chart Countdown
  - 木…ドライブイン銀杏坂
  - 金…MANDAIハッピーJAM
- 15:25　Datefm Traffic
- 15:30　Datefm Weather
- 15:35　Datefm Mega Play
- 15:40（金）　JAM STAGE #3
- 15:55　Datefm News&Weather

（16時台）
- 16:00（月～木）　JAM STAGE #3
  - 月…そっくりフレーズ
  - 火…ガレージ銀杏坂
  - 水…銀杏坂動物園
- 16:20（月～木）　エンディング

（これ以下は金曜のみ）
- 16:25　FMラジオショッピング
- 16:30　JAM STAGE #4
- 16:45　あんしんラジオシアター（最終週）
- 16:55　PARADISO NAVIGATION

（17時台）
- 17:00　Datefm Traffic
- 17:05　Datefm Mega Play
- 17:15　Datefm Weather
- 17:30　Datefm Traffic
- 17:35　JAM STAGE #5

（18時台）
- 18:00　Datefm Traffic
- 18:05　JAM STAGE #6
- 18:20　Datefm Traffic
- 18:27　エンディング

## AIRJAM Night
第2・第4金曜（2005年4月の開始当初は最終金曜）の25:00 - 26:00に東北6局をネットして放送。2007年9月放送終了。

### DJ
- 本間秋彦（2005年4月 - 2007年3月、そのうち2006年10月 - 2007年3月は第2金曜のみ担当。）
- 石垣のりこ（2006年10月 - 2007年3月、第4金曜のみ担当）
- さとう千日（2005年4月 - ）
- 相川麗奈（2006年4月 - 2007年3月）

- アシスタント（2007年4月 - 9月）
  - 欠端麻衣
  - 河野たまみ
  - 新山さよこ
  - 二瓶エリ